# إستراشيلات
الإستراشيلات (الاسم العلمي:†Strashilidae) هي فصيلة منقرضة من الذباب التي كانت موجودًة في العصر الجوراسي في كل من سيبيريا والصين. ويعتقد في الأساس أنها تمثل رتبة متميزة تسمى فوق الجناحيات (Nakridletia)، إلا أن البحوث التي أجريت مؤخرا حددت أن هذه الفصيلة كانت ذبابًا يتصل بفصيلة لا تزال على قيد الحياة تسمى خيطيات القرن، وتم تحديد اثنين من الأنواع (والأجناس) في المجموعة ليكونا مرادفين لها. وقد افترضت الفرضية الأصلية بأن هذه الحشرات كانت بلا أجنحة وربما كانت طفيليات خارجية لنوع من الزواحف المجنحة ، وكان ذلك غالبًا بسبب أرجلها الخلفية الكبيرة، والتي كانت نظريًا مفيدة للإمساك بالشعر والريش؛ ولكن أظهرت حفريات إضافية أن كلا الجنسين كانا متساقطي الأجنحة وأن الذكور فقط كانت ذات أرجل خلفية كبيرة تُستخدم للإمساك بالإناث خلال التزاوج. وتعرف الآن الفصيلة من نوعين في جنس الإستراشيلة وواحد من جنس الفوسيلة.